# Poling
Poling är en ort och civil parish i Storbritannien.   Den ligger i grevskapet West Sussex och riksdelen England, i den södra delen av landet, 80 km söder om huvudstaden London. Poling ligger 5 meter över havet och antalet invånare är 174.
Terrängen runt Poling är platt. Havet är nära Poling åt sydost.  Närmaste större samhälle är Worthing, 10,1 km öster om Poling.